# Isfahan (Provinz)
Isfahan, auch Esfahan (persisch اصفهان, DMG Eṣfahān), ist eine der 31 Provinzen von Iran. Benannt ist sie nach ihrer gleichnamigen Hauptstadt.
In der Provinz leben 5.120.850 Menschen (Volkszählung 2016). Die Provinz umfasst 107.029 Quadratkilometer und hat eine Bevölkerungsdichte von 48 Einwohner pro Quadratkilometer.

## Geographie
Isfahan liegt im Zentrum des Landes. Es grenzt im Norden an die Provinzen Markazi, Qom und Semnan, im Süden an die Provinzen Fars, Kohgiluye und Boyer Ahmad, im Osten an die Provinz Yazd sowie im Westen an die Provinzen Lurestan und Tschahār Mahāl und Bachtiyāri.

## Verwaltungsgliederung

Verwaltungsbezirke der Provinz Isfahan

Isfahan gliedert sich in 23 Verwaltungsbezirke (Schahrestan):
- Aran-o-Bidgol
- Ardestan
- Borkhar-o-Meymeh
- Chadegan
- Falavarjan
- Fereydan
- Fereydunschahr
- Golpayegan
- Isfahan
- Kaschan
- Chansar
- Chomeinischahr
- Lendschan
- Dehaqan
- Mobarakeh
- Nain
- Nadschafabad
- Natanz
- Semirom
- Schahreza
- Schahinschahr o Meymeh
- Tiran-o-Korun
- Khur-o-Biabanak

## Hochschulen
- Universität Isfahan
- Technische Universität Isfahan

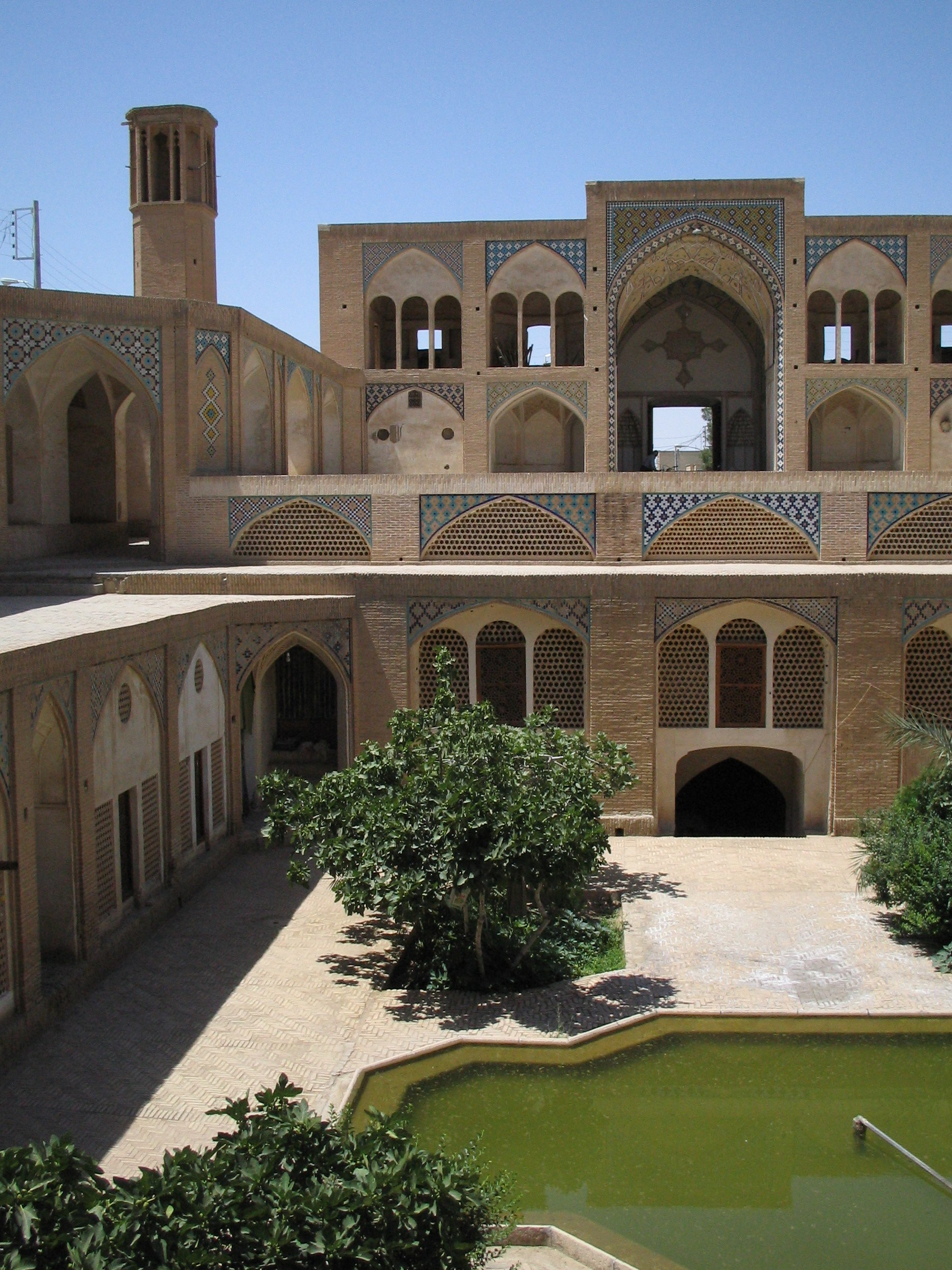
Innenhof einer Madreseh in Kaschan

- Islamische Azad-Universität Chomeinischahr
- Scheich-Bahaei-Universität
- Islamische Azad-Universität Mobarakeh
- Islamische Azad-Universität Naeen
- Islamische Azad-Universität Najaf Abad
- Golpayegan University of Engineering
- Ashrafi Isfahani Academic Institute
- Isfahan University of Art
- Malek-Aschtar-Universität der Technologie (MUT)
- University of Defence Sciences and Technologies
- Islamische Azad-Universität Ardestan
- Kashan University of Medical Sciences
- Universität Kaschan
- Khansar University of Mathematics & Computer Science
- Payamnoor University of Khansar
- Isfahan University of Medical Sciences
- Islamische Azad-Universität Falaverjan